# Parafia Świętych Apostołów Piotra i Pawła w Sobocie (diecezja legnicka)
Parafia pw. Świętych Apostołów Piotra i Pawła w Sobocie – parafia rzymskokatolicka w dekanacie lwóweckim w diecezji legnickiej. Jej proboszczem jest ks. Jerzy Leśniewski CSMA. Obsługiwana przez księży Michalitów. Erygowana 15 sierpnia 1981. Kościół parafialny mieści się pod numerem 10a.